# Mysterious Art
Mysterious Art war ein zwischen 1988 und 1991 bestehender deutscher Dancefloor-Act. Kopf war der Produzent und DJ Mike Staab.

## Geschichte
Mysterious Art wurde 1988 vom Produzenten Mike Staab und Musikern aus dem Rhein-Main-Gebiet gegründet.
Die Debütsingle Das Omen (Teil 1) schaffte es Mitte 1989 auf Platz eins der deutschen Charts und hielt sich dort für neun Wochen.
Die Gruppe trat live als Vorband bei Madonnas Blonde Ambition Tour auf. Stilistisch waren sie dem Synthie-Pop zuzuordnen.
Ihre zweite Single Carma – Omen 2 schaffte es auf Platz 9 der deutschen Charts und hielt sich dort für drei Wochen. Es folgte das Album Omen - The Story.
1991 veröffentlichte die Band ihr zweites und letztes Album, Mystic Mountains.

## Nachleben
Mike Staab veröffentlichte ab 1994 einige Produktionen mit anderer Besetzung unter dem Namen Magic Affair und war damit in ganz Europa und darüber hinaus erfolgreich. Der Name der ersten Single Omen III und der Bandname, der auf dem Plattencover nur als „M.A.“ erschien, knüpfte an Mysterious Art und die Omen-Singles an.
Michael Krautter lebt in Kanada und arbeitet dort als Produzent für Musik und Film.
Tillmann Uhrmacher wurde mit seiner Radiosendung MaxiMal, Auftritten bei Nature One und anderen Festivals ein bekannter deutscher DJ. Außerdem veröffentlichte er einige Remixe und eigene Stücke. Er hatte einige Zeit den Rekord im Dauermoderieren inne, als er im Jahr 1994 beim Radiosender RPR1 80 Stunden durchmoderierte.
Nicole Kolb (ehemals Boeúf) veröffentlichte mehrere Singles und ist Frontfrau von Midnight Project, der United Showband und dem Duo 2gether. Sie lebt in Klingenberg am Main und betreibt eine kleine Musikschule für Kinder und Jugendliche.
Stephanie Matias (ehemals Trautmann) widmete sich wieder der klassischen Musik.

## Diskografie

### Alben
- 1989: Omen – The Story
- 1991: Mystic Mountains
- 2008: 20th Century Complete Works

### Singles
- 1989: Das Omen (Teil 1)
- 1989: Das Omen (Teil 1) (Remix)
- 1989: Carma (Omen 2)
- 1989: Carma (Omen 2) (Remix)
- 1990: Requiem
- 1990: Requiem (Remix)
- 1991: High on Mystic Mountain
- 1991: Lovin’ You
- 1991: Lovin’ You (Remix) (Cover)

## Auszeichnungen
RSH-Gold
- 1990: in der Kategorie „Newcomer International“